# Jamaica Inn (film)
Jamaica Inn is een Britse film uit 1939, geregisseerd door Alfred Hitchcock. De film is gebaseerd op het gelijknamige boek van Daphne du Maurier. Daarmee was dit de eerste van in totaal drie films die Hitchcock zou maken gebaseerd op haar verhalen. De andere twee zijn Rebecca en The Birds.
De hoofdrollen in de film worden vertolkt door Charles Laughton en Maureen O'Hara. Het was Hitchcocks laatste film voor hij naar Hollywood vertrok.

## Verhaal
De film speelt zich af in het Cornwall van 1819. Centraal staat het café Jamaica Inn, wat door veel smokkelaars en andere ongure types als uitvalsbasis wordt gebruikt. De smokkelaars worden geleid door herbergier Joss. De smokkelaars doven opzettelijk bakens langs de kustlijn, zodat schepen vastlopen en ze deze makkelijk kunnen plunderen, waarbij de bemanningsleden meestal het leven laten.
Mary, het nichtje van Joss’ vrouw Patience, trekt op een dag bij haar oom en tante in. Ze redt het leven van Traherne, een smokkelaar die door zijn medesmokkelaars bijna is gelyncht vanwege verduistering. Hij blijkt in werkelijkheid een undercoveragent te zijn die Joss en zijn bende ten val wil brengen. Traherne en Mary zoeken steun bij Sir Humphrey Pengallon, de lokale magistraat, maar weten niet dat hij onder een hoedje speelt met Joss. Zij betalen met hun smokkelwaar namelijk zijn luxe levensstijl.
Terwijl Traherne en Mary proberen het volgende schip te redden van Joss en zijn bende, krijgen de twee een relatie.

## Rolverdeling
| Acteur               | Personage              |
| -------------------- | ---------------------- |
| Charles Laughton     | Sir Humphrey Pengallan |
| Leslie Banks         | Joss Merlyn            |
| Emlyn Williams       | Harry the pedlar       |
| Robert Newton        | James 'Jem' Trehearne  |
| Marie Ney            | Patience Merlyn        |
| Maureen O'Hara       | Mary Yellen            |
| Horace Hodges        | Butler (Chadwick)      |
| Hay Petrie           | Groom                  |
| Frederick Piper      | Agent                  |
| Herbert Lomas        | Tenant                 |
| Clare Greet          | Tenant                 |
| William Devlin       | Tenant                 |
| Jeanne De Casalis    | Sir Humphrey's friend  |
| Mabel Terry-Lewis    | Lady Beston            |
| A. Bromley Davenport | Ringwood               |
| George Curzon        | Captain Murray         |
| Basil Radford        | Lord George            |

## Achtergrond
Charles Laughton was tevens mede-producent van de film. Hij bemoeide zich dan ook geregeld met Hitchcocks regiewerk. Hitchcock wilde Laughton de rol van Joss geven, maar hij gaf zichzelf de rol van Sir Humphrey Pengallan. Oorspronkelijk zou Sir Humphrey Pengallan een hypocriete priester worden, maar dit werd aangepast omdat de filmproductiecode van Hollywood kwaadaardige geestelijken in films verbood. Laugton eiste ook dat Hitchcock zijn personage meer schermtijd zou geven. Hierdoor was Hitchcock gedwongen om reeds vroeg in de film het publiek te laten ontdekken dat Pengallon ook bij de smokkelaarsbende hoort. Eigenlijk wilde Hitchcock deze onthulling voor later bewaren, om zo de spanning meer op te bouwen.
Laugton wilde dat Maureen O'Hara de hoofdrol zou krijgen nadat hij enkele opnames van haar had gezien. Na afronding van de opnames bracht Laugton haar naar Hollywood voor een filmcarrière aldaar. De bijpersonages in de film worden gespeeld door enkele noemenswaardige toneel- en filmacteurs uit die tijd, zoals Leslie Banks (die eerder te zien was in The Most Dangerous Game) en Robert Newton.
Jamaica Inn wordt doorgaans beschouwd als een van Hitchcocks mindere films. De film was financieel gezien echter een succes. De opbrengst bedroeg 3.7 miljoen dollar. Du Maurier was zelf niet tevreden over wat Hitchcock met haar verhaal had gedaan. Hierdoor was ze terughoudend in het geven van haar toestemming om ook Rebecca te verfilmen.
De echte Jamaica Inn bestaat vandaag de dag nog steeds.